# Alen Patros
Alen Jebraeel Patros (7 febbraio 1988) è un ex giocatore di calcio a 5 e calciatore norvegese, centrocampista dell'Åsgårdstrand.

## Carriera

### Club
Patros è attivo sia nel calcio che nel calcio a 5. Per quanto concerne quest'ultima disciplina, nella stagione 2008-2009 ha militato nelle file dell'Holtankameratene, per passare successivamente all'Ørn-Horten, per cui ha giocato in Eliteserie per cinque stagioni, fino alla retrocessione del campionato 2013-2014.
Riguardo all'attività calcistica, Patros ha fatto parte delle giovanili del Falk, per cui ha anche esordito in prima squadra. Nel 2008 è passato all'Ørn-Horten. Il 6 febbraio 2018 è passato all'Eik-Tønsberg.
Nella stagione 2019, Patros ha fatto ritorno all'Ørn-Horten, dove è rimasto per tre anni. Nel 2022 è passato all'Åsgårdstrand.

## Statistiche

### Presenze e reti nei club
Statistiche aggiornate al 2 giugno 2023.
| Stagione          | Club              | Campionato                                                              | Campionato                                                              | Campionato                                                              | Coppe nazionali                                                         | Coppe nazionali                                                         | Coppe nazionali                                                         | Coppe continentali                                                      | Coppe continentali                                                      | Coppe continentali                                                      | Supercoppe                                                              | Supercoppe                                                              | Supercoppe                                                              | Totale                                                                  | Totale                                                                  |
| Stagione          | Club              | Comp                                                                    | Pres                                                                    | Reti                                                                    | Comp                                                                    | Pres                                                                    | Reti                                                                    | Comp                                                                    | Pres                                                                    | Reti                                                                    | Comp                                                                    | Pres                                                                    | Reti                                                                    | Pres                                                                    | Reti                                                                    |
| ----------------- | ----------------- | ----------------------------------------------------------------------- | ----------------------------------------------------------------------- | ----------------------------------------------------------------------- | ----------------------------------------------------------------------- | ----------------------------------------------------------------------- | ----------------------------------------------------------------------- | ----------------------------------------------------------------------- | ----------------------------------------------------------------------- | ----------------------------------------------------------------------- | ----------------------------------------------------------------------- | ----------------------------------------------------------------------- | ----------------------------------------------------------------------- | ----------------------------------------------------------------------- | ----------------------------------------------------------------------- |
| 2006              | Falk              | 3D                                                                      | ?                                                                       | ?                                                                       | CN                                                                      | ?                                                                       | ?                                                                       | -                                                                       | -                                                                       | -                                                                       | -                                                                       | -                                                                       | -                                                                       | ?                                                                       | ?                                                                       |
| 2007              | Falk              | 3D                                                                      | ?                                                                       | ?                                                                       | CN                                                                      | ?                                                                       | ?                                                                       | -                                                                       | -                                                                       | -                                                                       | -                                                                       | -                                                                       | -                                                                       | ?                                                                       | ?                                                                       |
| Totale Falk       | Totale Falk       | Totale Falk                                                             | ?                                                                       | ?                                                                       |                                                                         | ?                                                                       | ?                                                                       |                                                                         | -                                                                       | -                                                                       |                                                                         | -                                                                       | -                                                                       | ?                                                                       | ?                                                                       |
| 2008              | Ørn-Horten        | 3D                                                                      | ?                                                                       | ?                                                                       | CN                                                                      | ?                                                                       | ?                                                                       | -                                                                       | -                                                                       | -                                                                       | -                                                                       | -                                                                       | -                                                                       | ?                                                                       | ?                                                                       |
| 2009              | Ørn-Horten        | 3D                                                                      | ?                                                                       | ?                                                                       | CN                                                                      | ?                                                                       | ?                                                                       | -                                                                       | -                                                                       | -                                                                       | -                                                                       | -                                                                       | -                                                                       | ?                                                                       | ?                                                                       |
| 2010              | Ørn-Horten        | 2D                                                                      | ?                                                                       | ?                                                                       | CN                                                                      | ?                                                                       | ?                                                                       | -                                                                       | -                                                                       | -                                                                       | -                                                                       | -                                                                       | -                                                                       | ?                                                                       | ?                                                                       |
| 2011              | Ørn-Horten        | 2D                                                                      | ?                                                                       | ?                                                                       | CN                                                                      | ?                                                                       | ?                                                                       | -                                                                       | -                                                                       | -                                                                       | -                                                                       | -                                                                       | -                                                                       | ?                                                                       | ?                                                                       |
| 2012              | Ørn-Horten        | 2D                                                                      | 25                                                                      | 5                                                                       | CN                                                                      | 1                                                                       | 0                                                                       | -                                                                       | -                                                                       | -                                                                       | -                                                                       | -                                                                       | -                                                                       | 26                                                                      | 5                                                                       |
| 2013              | Ørn-Horten        | 3D                                                                      | 26                                                                      | 9                                                                       | CN                                                                      | 3                                                                       | 3                                                                       | -                                                                       | -                                                                       | -                                                                       | -                                                                       | -                                                                       | -                                                                       | 29                                                                      | 12                                                                      |
| 2014              | Ørn-Horten        | 2D                                                                      | 4                                                                       | 0                                                                       | CN                                                                      | 1                                                                       | 0                                                                       | -                                                                       | -                                                                       | -                                                                       | -                                                                       | -                                                                       | -                                                                       | 5                                                                       | 0                                                                       |
| 2015              | Ørn-Horten        | 2D                                                                      | 20                                                                      | 0                                                                       | CN                                                                      | 1                                                                       | 0                                                                       | -                                                                       | -                                                                       | -                                                                       | -                                                                       | -                                                                       | -                                                                       | 25                                                                      | 0                                                                       |
| 2016              | Ørn-Horten        | 2D                                                                      | 24                                                                      | 4                                                                       | CN                                                                      | 1                                                                       | 0                                                                       | -                                                                       | -                                                                       | -                                                                       | -                                                                       | -                                                                       | -                                                                       | 25                                                                      | 4                                                                       |
| 2017              | Ørn-Horten        | 3D                                                                      | 24                                                                      | 1                                                                       | CN                                                                      | 2                                                                       | 0                                                                       | -                                                                       | -                                                                       | -                                                                       | -                                                                       | -                                                                       | -                                                                       | 26                                                                      | 1                                                                       |
| 2018              | Eik-Tønsberg      | 4D                                                                      | 18                                                                      | 1                                                                       | CN                                                                      | 2                                                                       | 1                                                                       | -                                                                       | -                                                                       | -                                                                       | -                                                                       | -                                                                       | -                                                                       | 20                                                                      | 2                                                                       |
| 2019              | Ørn-Horten        | 3D                                                                      | 26                                                                      | 4                                                                       | CN                                                                      | 1                                                                       | 0                                                                       | -                                                                       | -                                                                       | -                                                                       | -                                                                       | -                                                                       | -                                                                       | 27                                                                      | 4                                                                       |
| 2020              | Ørn-Horten        | La stagione 2020 è stata cancellata a causa della pandemia di COVID-19. | La stagione 2020 è stata cancellata a causa della pandemia di COVID-19. | La stagione 2020 è stata cancellata a causa della pandemia di COVID-19. | La stagione 2020 è stata cancellata a causa della pandemia di COVID-19. | La stagione 2020 è stata cancellata a causa della pandemia di COVID-19. | La stagione 2020 è stata cancellata a causa della pandemia di COVID-19. | La stagione 2020 è stata cancellata a causa della pandemia di COVID-19. | La stagione 2020 è stata cancellata a causa della pandemia di COVID-19. | La stagione 2020 è stata cancellata a causa della pandemia di COVID-19. | La stagione 2020 è stata cancellata a causa della pandemia di COVID-19. | La stagione 2020 è stata cancellata a causa della pandemia di COVID-19. | La stagione 2020 è stata cancellata a causa della pandemia di COVID-19. | La stagione 2020 è stata cancellata a causa della pandemia di COVID-19. | La stagione 2020 è stata cancellata a causa della pandemia di COVID-19. |
| 2021              | Ørn-Horten        | 3D                                                                      | 10                                                                      | 0                                                                       | CN                                                                      | 0                                                                       | 0                                                                       | -                                                                       | -                                                                       | -                                                                       | -                                                                       | -                                                                       | -                                                                       | 10                                                                      | 0                                                                       |
| Totale Ørn-Horten | Totale Ørn-Horten | Totale Ørn-Horten                                                       | 159+                                                                    | 23+                                                                     |                                                                         | 10+                                                                     | 3+                                                                      |                                                                         | -                                                                       | -                                                                       |                                                                         | -                                                                       | -                                                                       | 169+                                                                    | 26+                                                                     |
| 2022              | Åsgårdstrand      | 5D                                                                      | 14                                                                      | 6                                                                       | -                                                                       | -                                                                       | -                                                                       | -                                                                       | -                                                                       | -                                                                       | -                                                                       | -                                                                       | -                                                                       | 14                                                                      | 6                                                                       |
| 2023              | Åsgårdstrand      | 4D                                                                      | 6                                                                       | 0                                                                       | -                                                                       | -                                                                       | -                                                                       | -                                                                       | -                                                                       | -                                                                       | -                                                                       | -                                                                       | -                                                                       | 6                                                                       | 0                                                                       |
| Totale            | Totale            | Totale                                                                  | 159+                                                                    | 23+                                                                     |                                                                         | 10+                                                                     | 3+                                                                      |                                                                         | -                                                                       | -                                                                       |                                                                         | -                                                                       | -                                                                       | 169+                                                                    | 26+                                                                     |